# Арч А. Мур
Арч Альфред Мур-молодший (англ. Arch Alfred Moore, Jr.; 16 квітня 1923, Маундвілл, Західна Вірджинія — 7 січня 2015, Чарльстон, Західна Вірджинія) — американський політик-республіканець. Він представляв 1-й округ Західної Вірджинії у Палаті представників США з 1957 по 1969, був губернатором Західної Вірджинії з 1969 по 1977 і з 1985 по 1989.
Брав участь у Другій світовій війні. У 1948 році він здобув ступінь бакалавра, а у 1951 — доктора права в Університеті Західної Вірджинії. Вів приватну юридичну практику.
Його дочка, Шеллі Мур Капіто, є сенатором США з 2015 року.